# Cheonhajangsa Madonna
Pour plus de détails, voir Fiche technique et Distribution.
Cheonhajangsa Madonna (천하장사 마돈나) est un film sud-coréen réalisé par Lee Hae-joon et Lee Hae-young, sorti en 2006.

## Synopsis
Oh Dong-gu est une adolescente transgenre. Au lycée, elle a un petit boulot qui lui permettra, elle l'espère, de payer sa chirurgie de réattribution sexuelle. En attendant, cette fan de Madonna doit composer avec un père alcoolique. On lui dit qu'elle a le physique pour faire du ssireum, mais elle n'a aucun intérêt pour le sport. Son avis change quand elle apprend l'existence d'un tournoi doté d'une grande récompense en argent.

## Fiche technique
- Titre : Cheonhajangsa Madonna
- Titre original : 천하장사 마돈나
- Titre anglais : Like a Virgin
- Réalisation : Lee Hae-joon et Lee Hae-young
- Scénario : Lee Hae-joon et Lee Hae-young
- Musique : Kim Hong-jip
- Photographie : Cho Yong-kyou
- Montage : Nam Na-young
- Production : Cha Seoung-jae et Kim Mi-hee
- Société de production : Sidus
- Pays :  Corée du Sud
- Genre : Comédie
- Durée : 116 minutes
- Dates de sortie : 
  -  Corée du Sud : 31 août 2006

## Distribution
- Ryu Deok-hwan : Oh Dong-ku
- Baek Yun-shik : l'entraineur
- Kim Yoon-seok : le père d'Oh Dong-gu
- Lee Sang-ah : la mère d'Oh Dong-gu
- Lee Eon : Park Joon-woo
- Hong Ki-joon : l'officier de police
- Kim Kyeong-ik : Jin-chul
- Tsuyoshi Kusanagi : le professeur de japonais
- Park Yeong-seo : Jong-man

## Distinctions
Le film a été nommé pour deux Grand Bell Awards et a reçu celui du meilleur nouvel acteur pour Ryu Deok-hwan.